# Quercus alba
Quercus alba (дуб білий) — вид рослин з родини Букові (Fagaceae); поширений у Канаді й США. Етимологія: лат. alba — «білий».

## Опис
Рослина сягає 25 м у висоту, але лише 15 м у Європі; на великих висотах це низький кущ. Крона розлога. Кора блідо-сіра до білуватої на старих деревах, з лускатими пластинками. Гілочки зелені або червонуваті, часто пухнасті, потім оголені. Бруньки яйцюваті, темно-коричневі, загострені. Листки 8–20 × 5–10 см, еліптичні, голі, з 3–9 парами зубчастих часточок; основа клиноподібна; темно-зелені зверху й білуваті знизу, є темно-червона серединна жилка; ніжки листків голі, жовто-сірі й червоніють восени, 1–2 см завдовжки. Чоловічі квітки жовтий зелені. Жолудь завдовжки 2–3 см, довгастий; укладений на 1/4 довжини в неглибоку чашку; ніжка коротка або відсутня; дозріває через 1 рік.
Понад 180 різних видів птахів і ссавців використовують жолуді Q. alba як джерело їжі, наприклад: олені, вивірки, блакитні сойки, червоноголові дятли. Гілочки й листя поїдаються оленями. 

## Середовище проживання
Поширений на півдні Онтаріо й півдні Квебеку (Канада) й центральній і східній частинах США; також культивується.
Зростає на багатьох типах ґрунтів, але найкраще на грубих, глибоких, вологих, добре дренованих ґрунтах із середньою родючістю та слабокислими умовами; висота: 0–1372 м. Природні деревостої часто трапляються на ділянках із суглинковим та глинистим ґрунтом.

## Використання
Деревина Q. alba є міцною й використовується для виробництва меблів, бочок, пиломатеріалів, підлоги та виробів з дерева. Також використовується як декоративне дерево. Цей вид використовувався корінними американцями в лікувальних цілях.

## Загрози
Найпоширенішими загрозами є пожежі, вирубки й надмірний випас оленями, вид, як відомо, демонструє чутливість до температури й опадів; чисельність дуба зменшується.

## Галерея

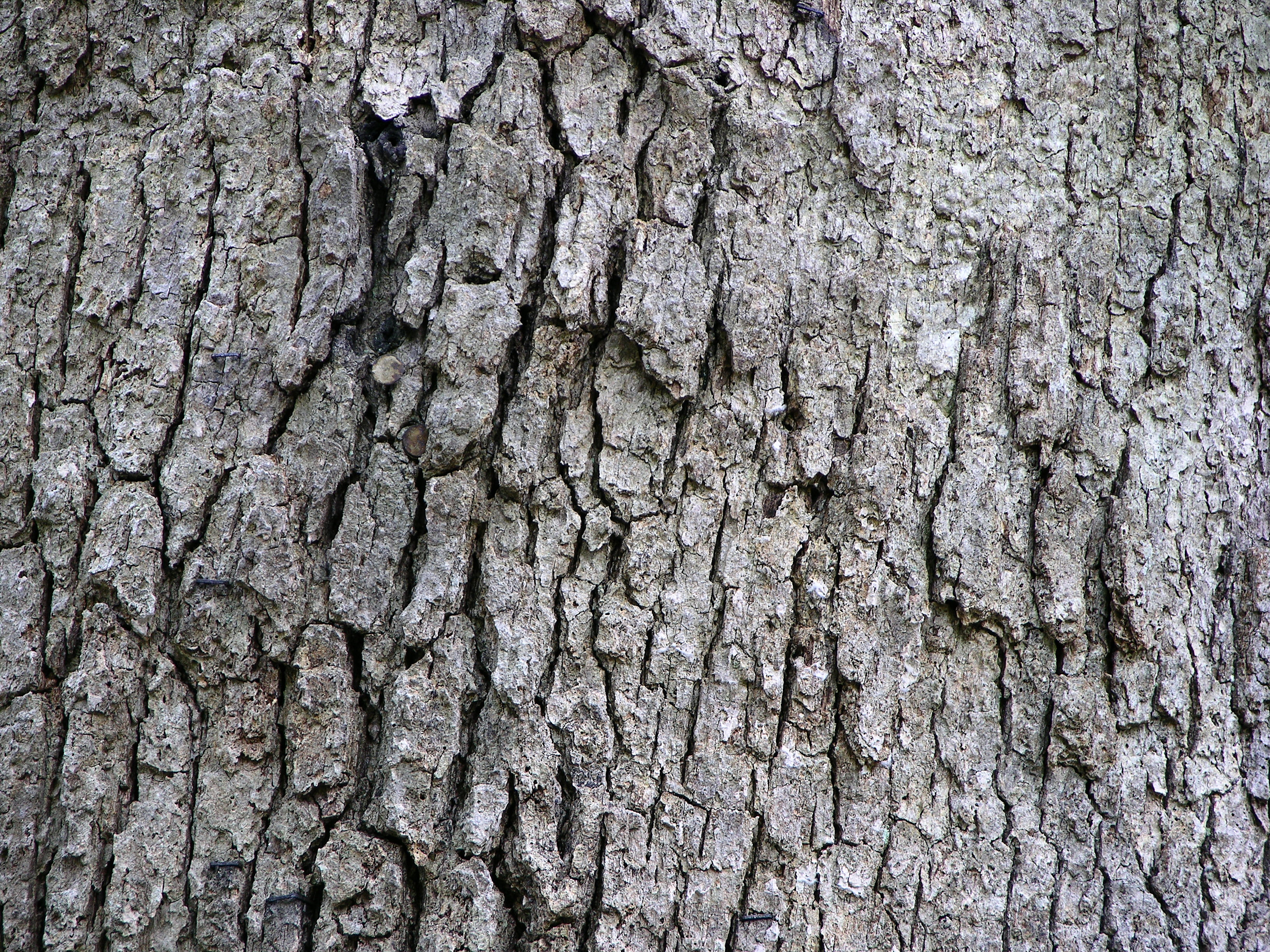
кора
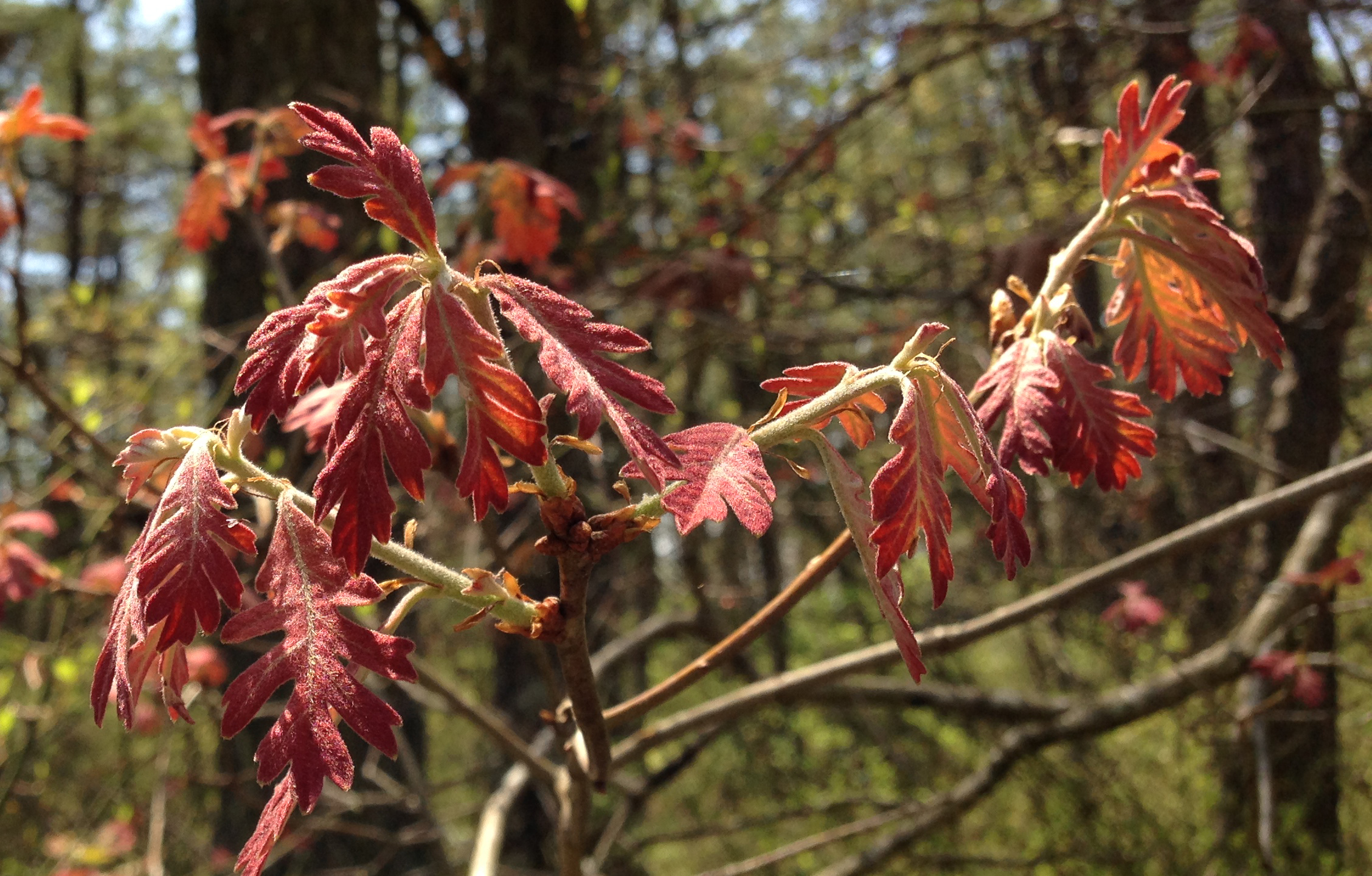
нове листя навесні
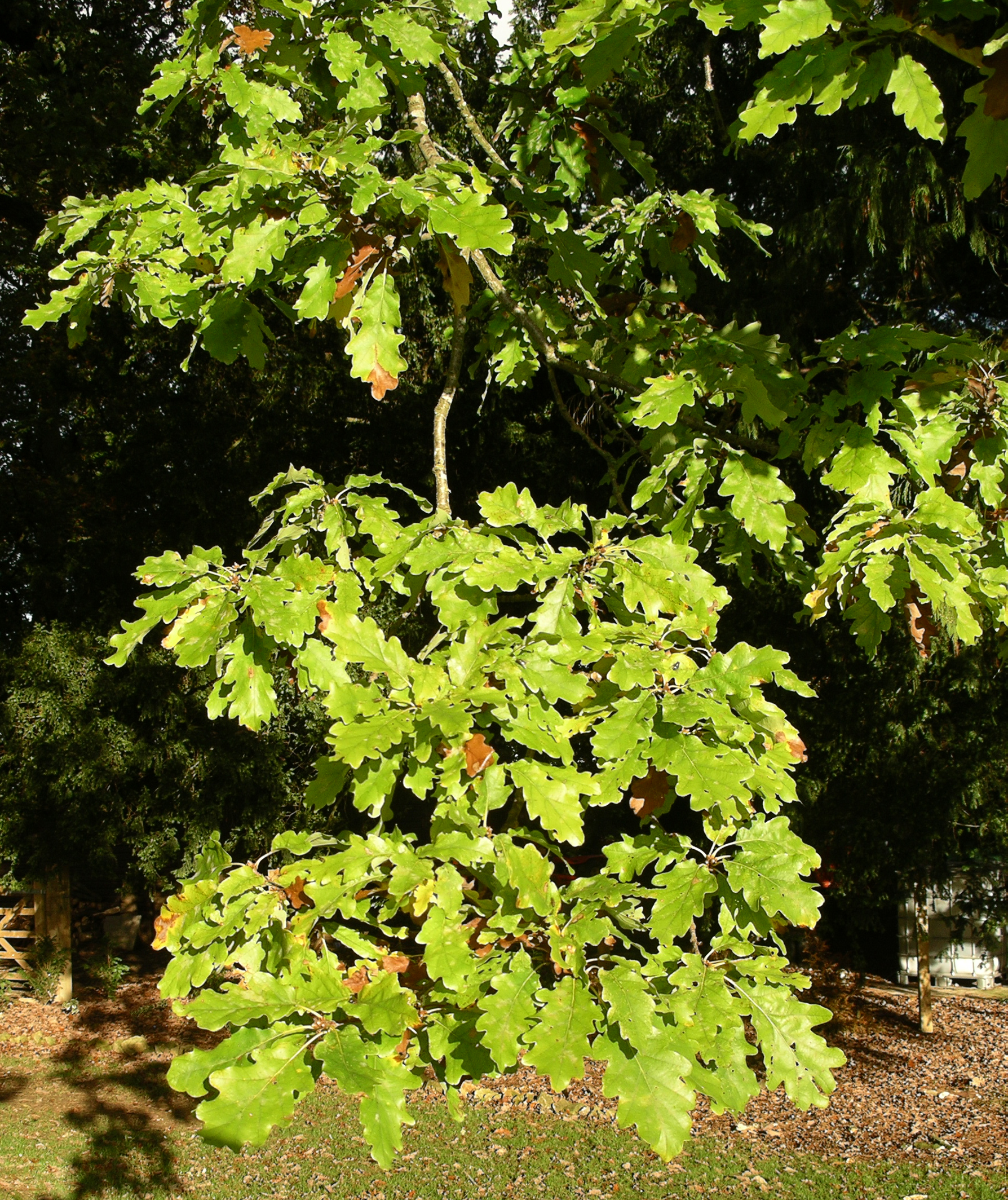
гілка з листям влітку
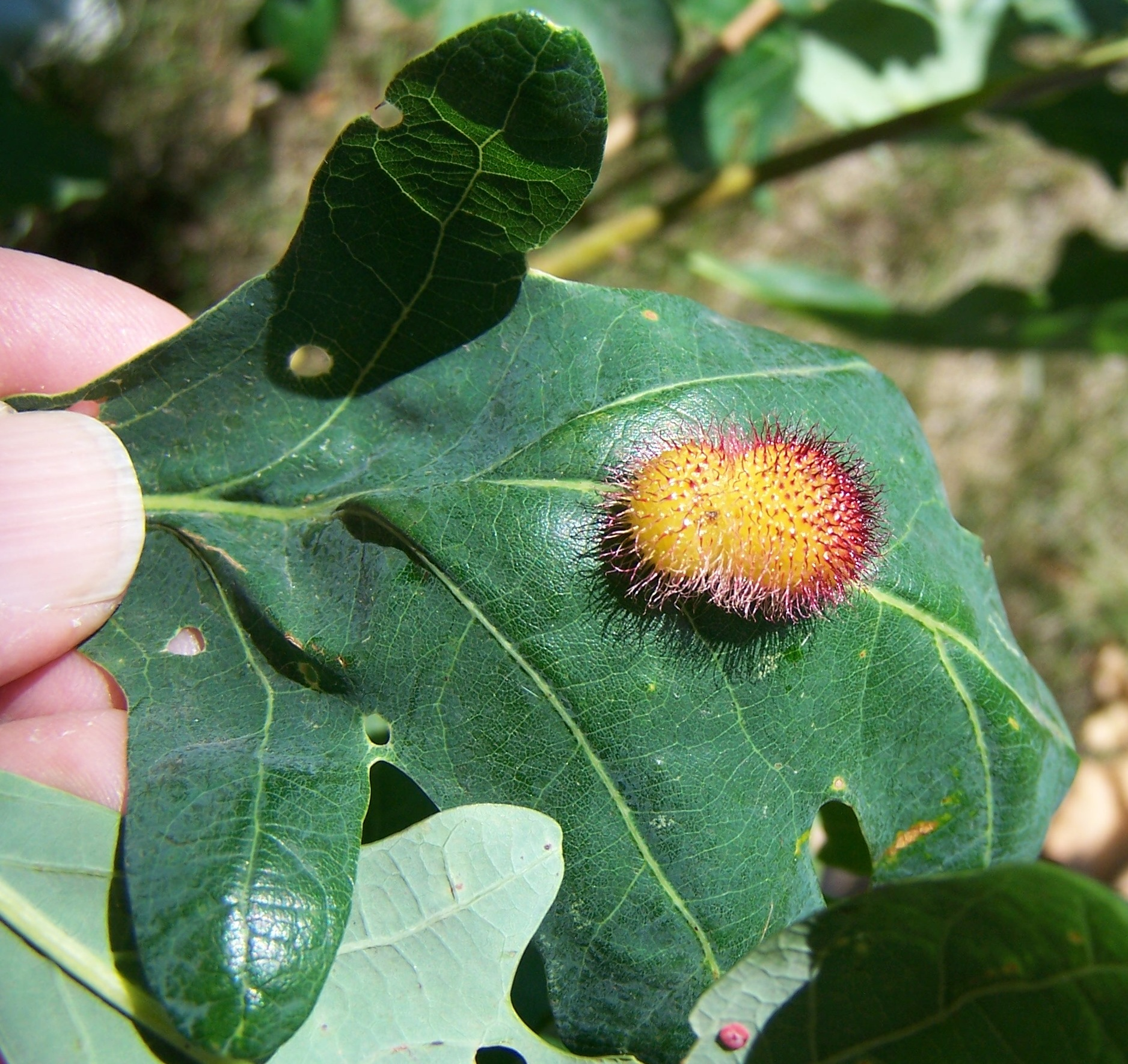
гал на листку
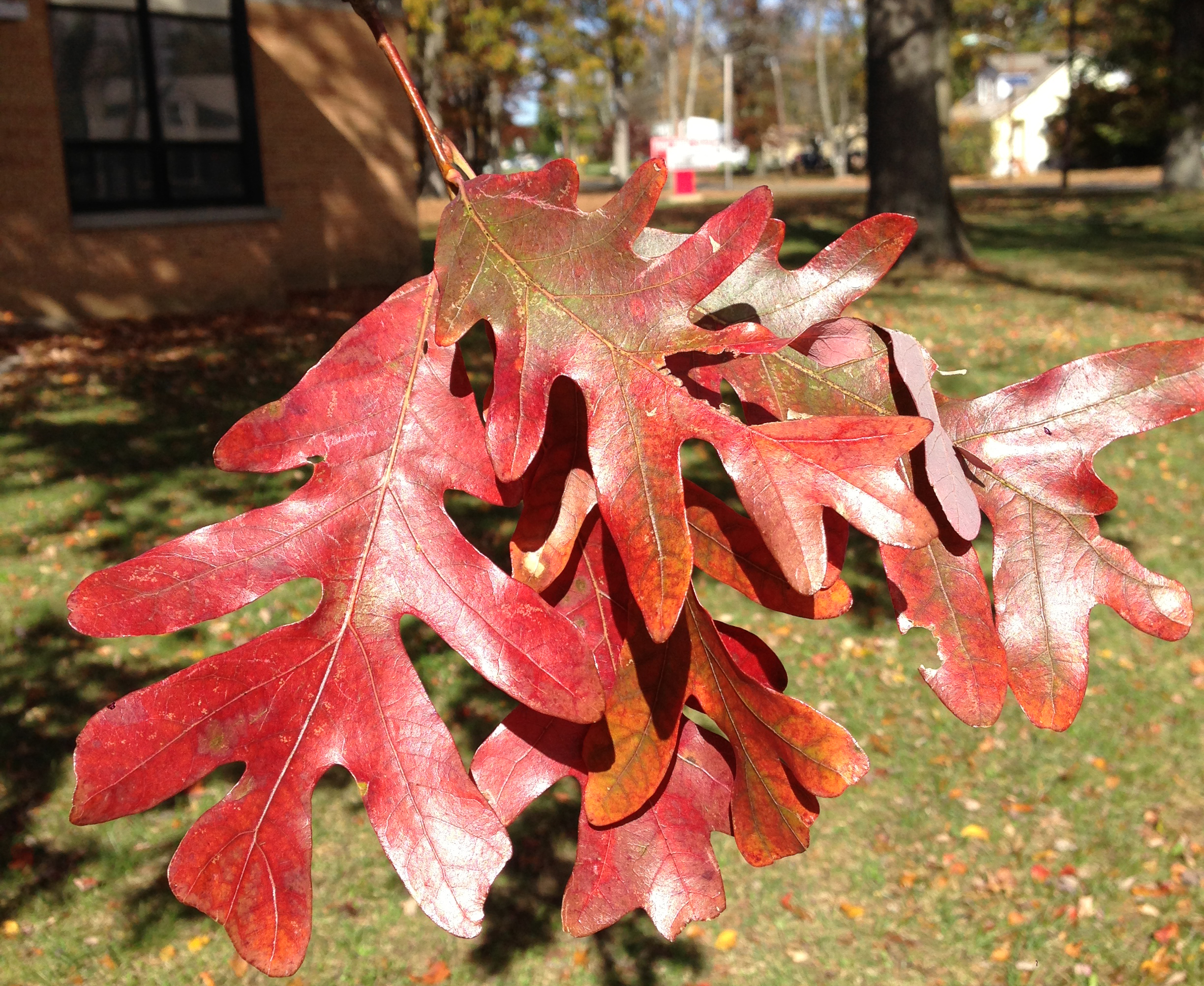
листя восени
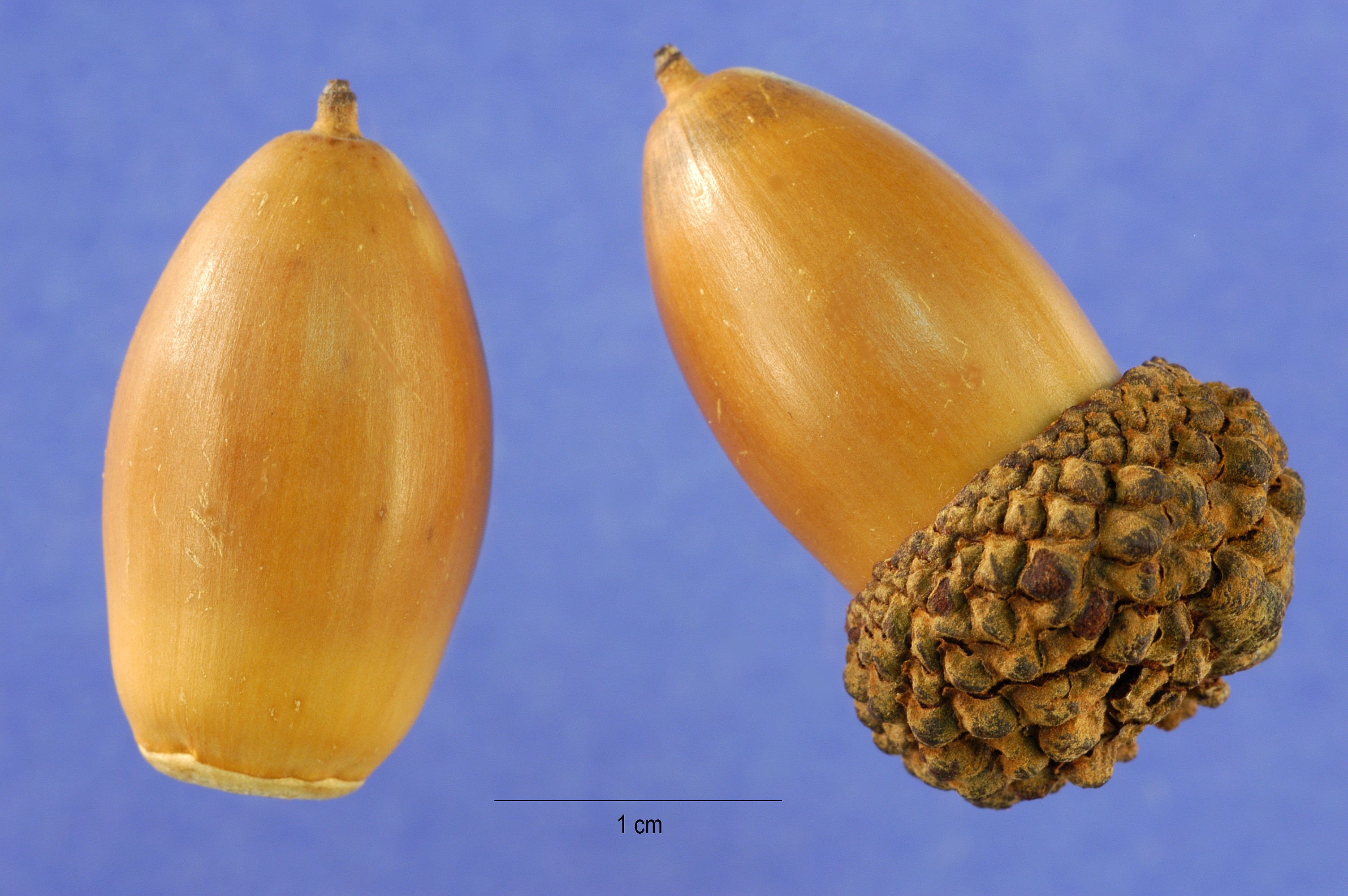
жолуді